# جيمس فرنش
جيمس فرنش من مواليد 1936- حتى 10 أغسطس 1966 مجرم أمريكي الذي كان آخر شخص يعدم بموجب قوانين عقوبة الإعدام في أوكلاهوما قبل فورمان جورجيا، التي علقت عقوبة الإعدام في أمريكا من عام 1972 حتى عام 1976. كما انه كان السجين الوحيد تنفيذها في الولايات المتحدة في ذلك العام. إذا كنت في السجن مدى الحياة لقتله سائق سيارة كان قد يقلوه من ركوب السيارات في عام 1958، ولكن زعم يخاف على الانتحار، قتل زميله في الزنزانة الفرنسية، على ما يبدو لإجبار الدولة على إعدامه. ويعزى الفرنسية مع الشهيرة الكلمات الأخيرة قبل وفاته من قبل الكرسي الكهربائي: "كيف يتم ذلك عن العنوان الخاص بك" بطاطا مقلية؟ " وكانت هذه آخر عملية إعدام بواسطة الكرسي الكهربائي في الولايات المتحدة قبل فورمان جورجيا؛. بعد رفع حظر على عقوبة الإعدام، وكان بالكهرباء الأول جون سبينك لينك في عام 1979 في ولاية فلوريدا.